# Aermacchi M-346
O Aermacchi M-346 é uma aeronave de treinamento militar avançada bimotor, turbofan, no padrão monoplano, semelhante ao Yak-130 e da qual foi desenvolvida pelas companhias Aermacchi italiana e Yakovlev russa em 1991.

## Design e desenvolvimento
Foi projectada como aeronave de treinamento para a Força Aérea Russa e Italiana e, em 1993, foi assinado o acordo para o desenvolvimento conjunto. Esta irá substituir o Aermacchi MB-339 da Força Aérea Italiana e o Aero L-39 checo operado pela Rússia, sendo ainda oferecido para exportação.

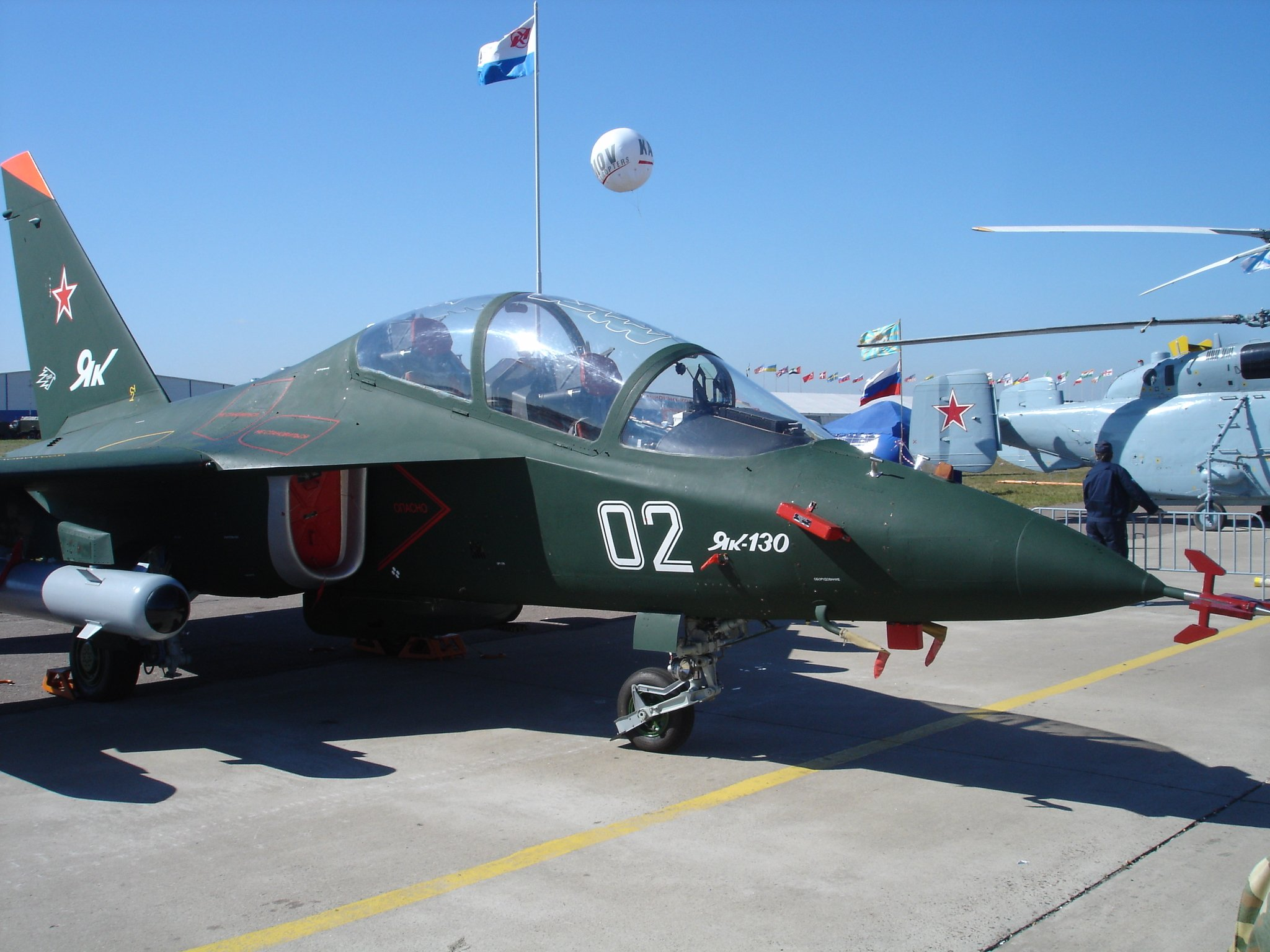
Yakovlev Yak-130

Diferenças com relação ao desenvolvimento levaram a separação do projeto em duas versões baseadas em um único projeto inicial. O Aermacchi M-346 receberá exclusivamente equipamentos ocidentais para o mercado mundial, enquanto que o Yak-130 será oferecido para os tradicionais clientes russos. As primeiras entregas estão previstas para 2008.
Ainda em 2013, a empresa brasileira Mectron, subsidiária da ODT (Odebrecht Defesa e Tecnologia), responsável pela produção dos radares Scipio-01, mantém negociações para fornecer os radares que equiparariam as Yakovlev Yak-130. O equipamento de radar é o mesmo já utilizado com sucesso nos caças-bombardeiros produzidos pela Embraer.
O radar pode identificar um mínimo de 4 e, possivelmente, no máximo 8 objetos simultaneamente. Alvos aéreos de 5 m2 podem ser detectados a 32 km de distância, enquanto que os terrestres de 100 m2 podem ser até 80 km.

#### Aeronaves da mesma categoria:
- Yak-130 (Rússia, aeronave irmã)
- Hongdu JL-10 (China)
- T-50 Golden Eagle (Coreia do Sul)

#### Páginas relacionadas:
- Aeronave de treinamento
- Força Aérea Italiana